# Ensdorf (Saar)
Ensdorf is een gemeente in de Duitse deelstaat Saarland, gelegen in de Landkreis Saarlouis.
Ensdorf telt 6.467 inwoners en ligt aan de oever van de rivier de Saar.

## Geboren
- Peter Altmaier (1958), politicus en jurist

## Galerij

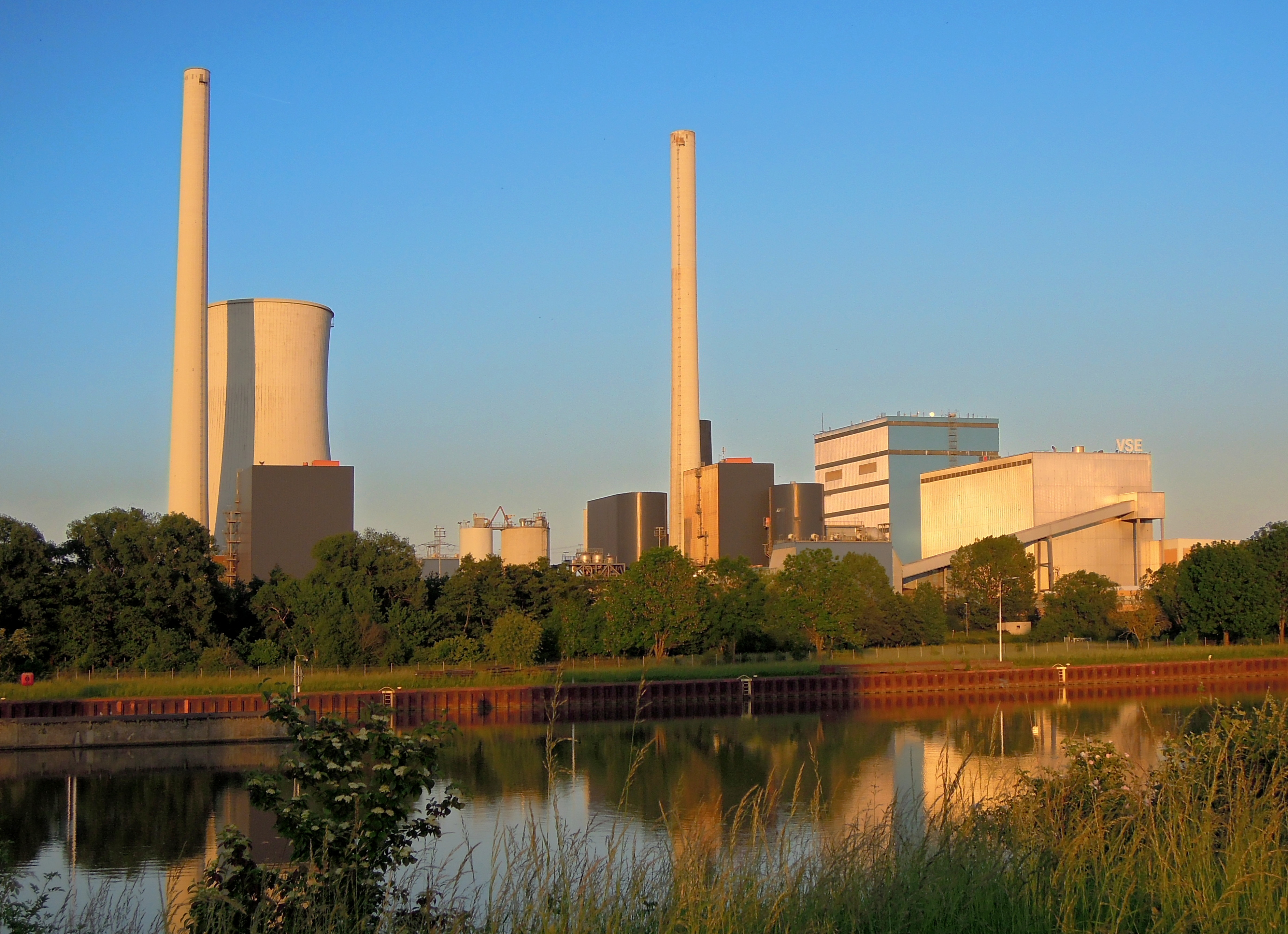
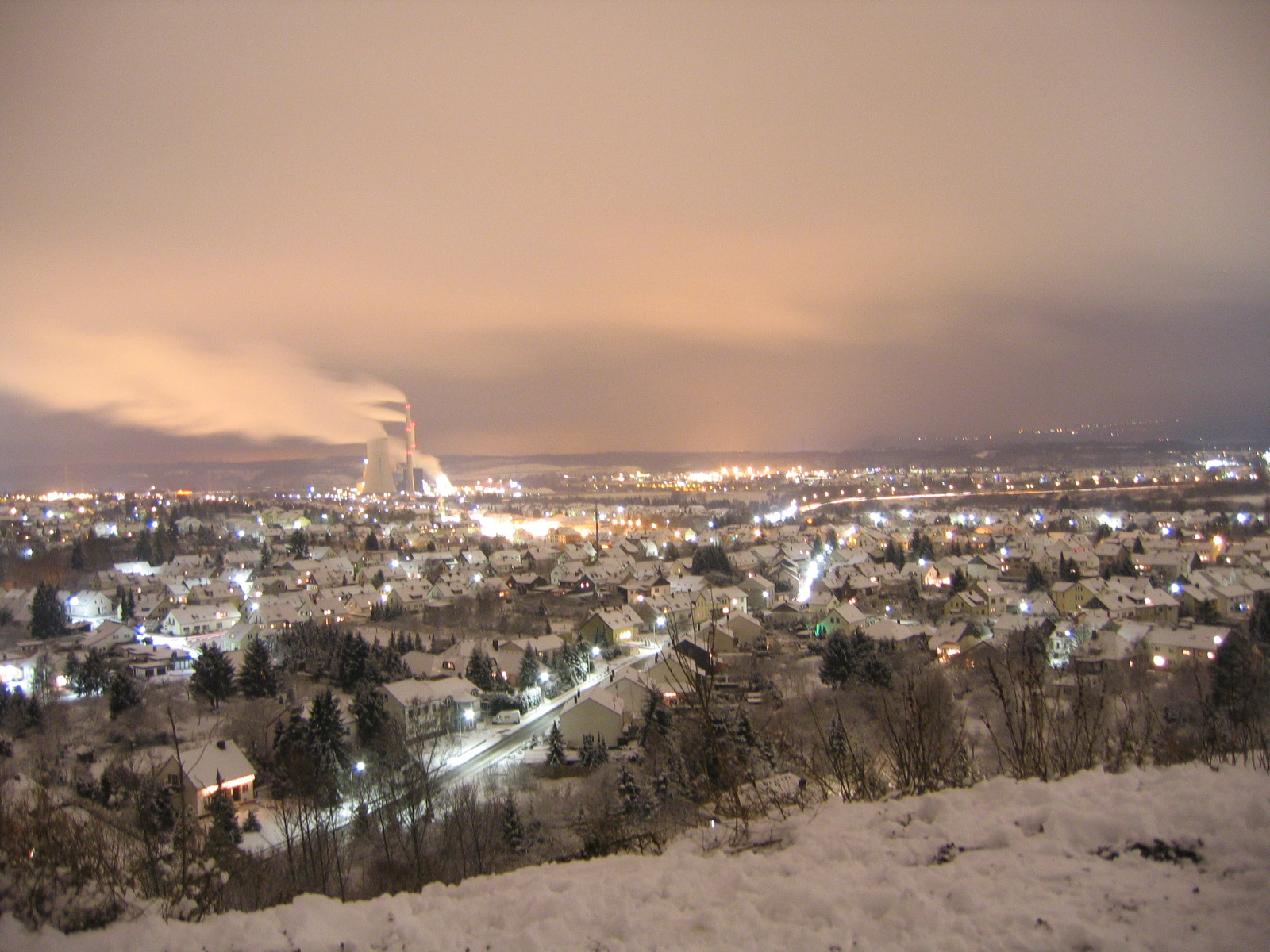
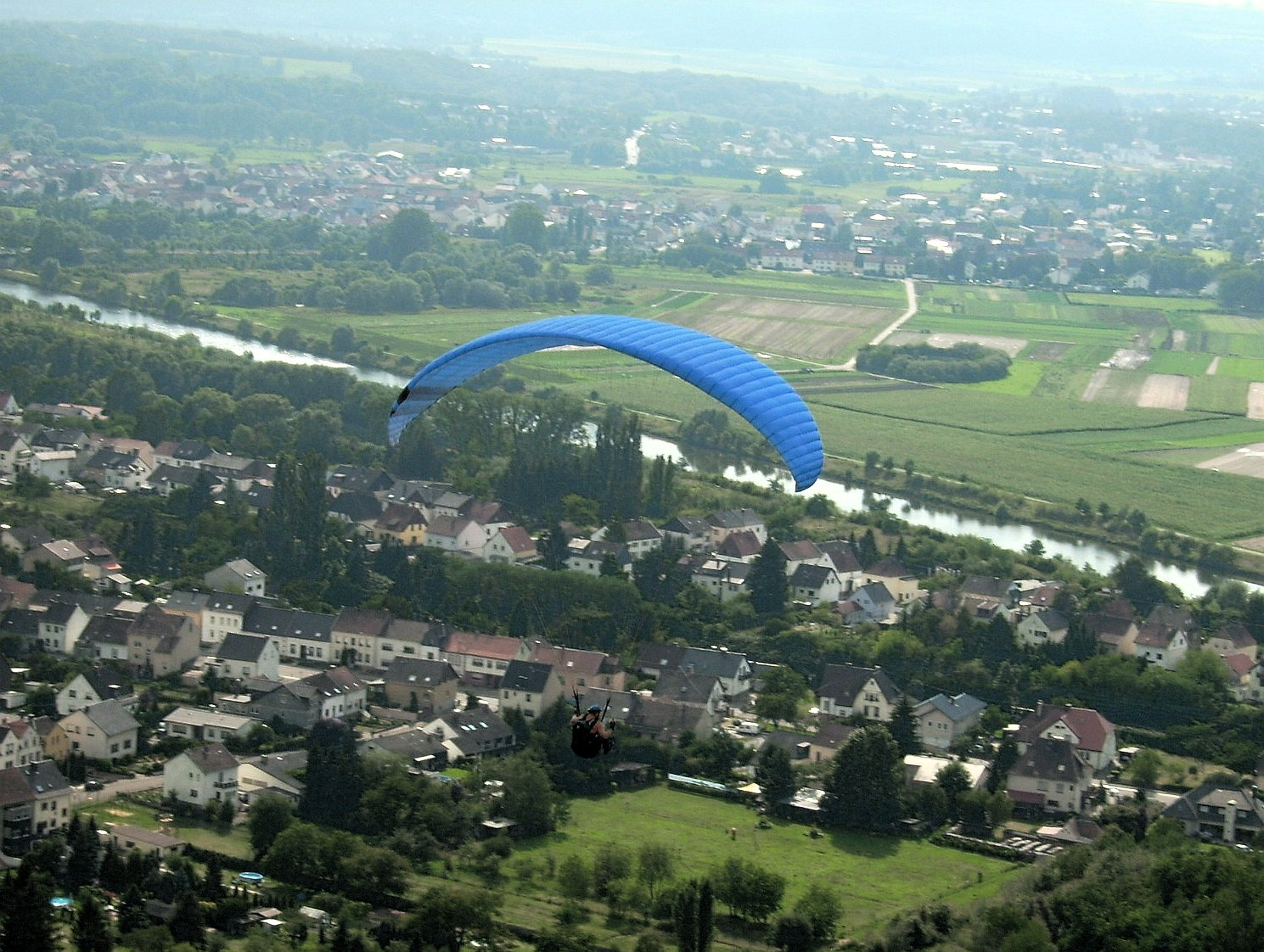
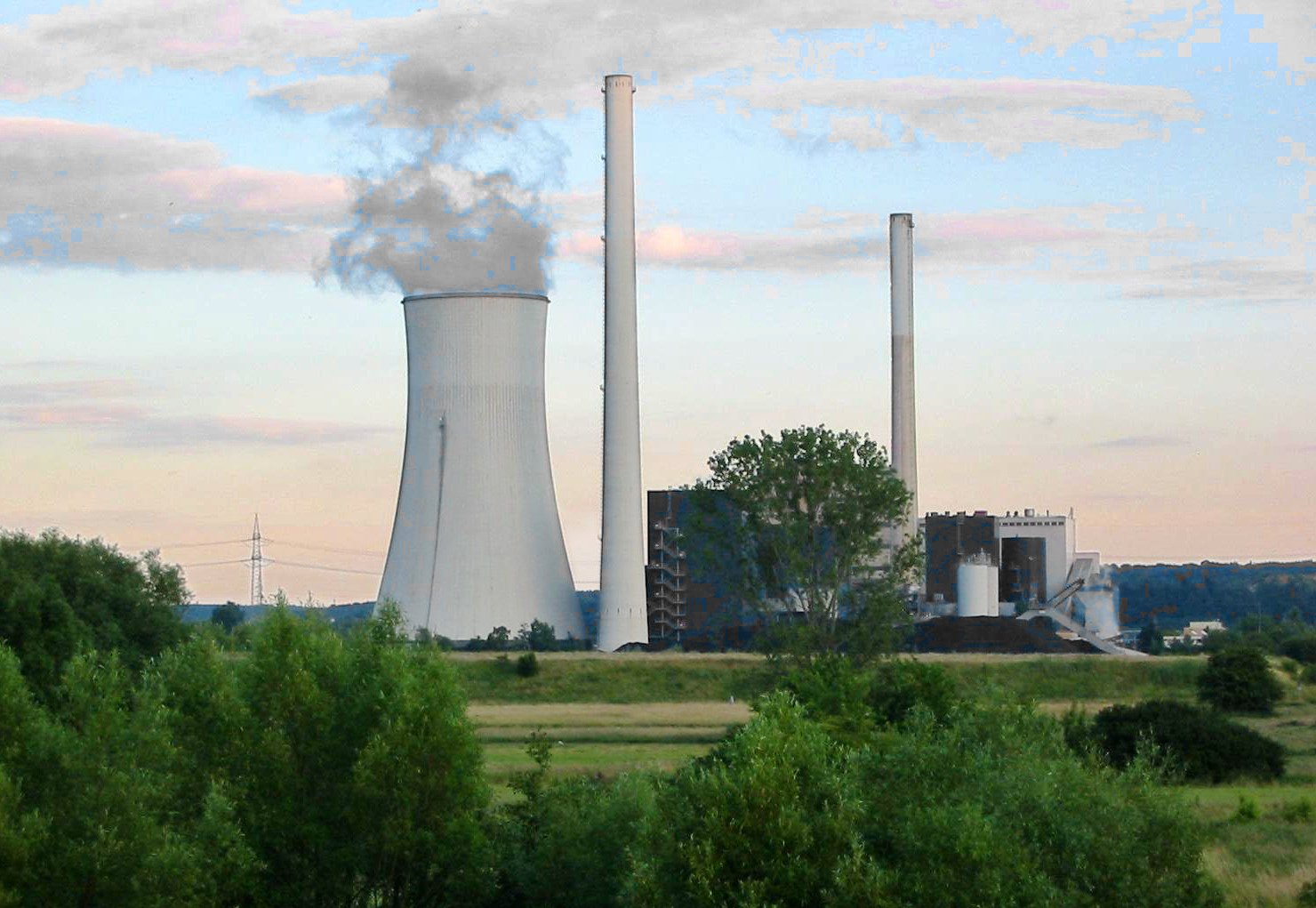
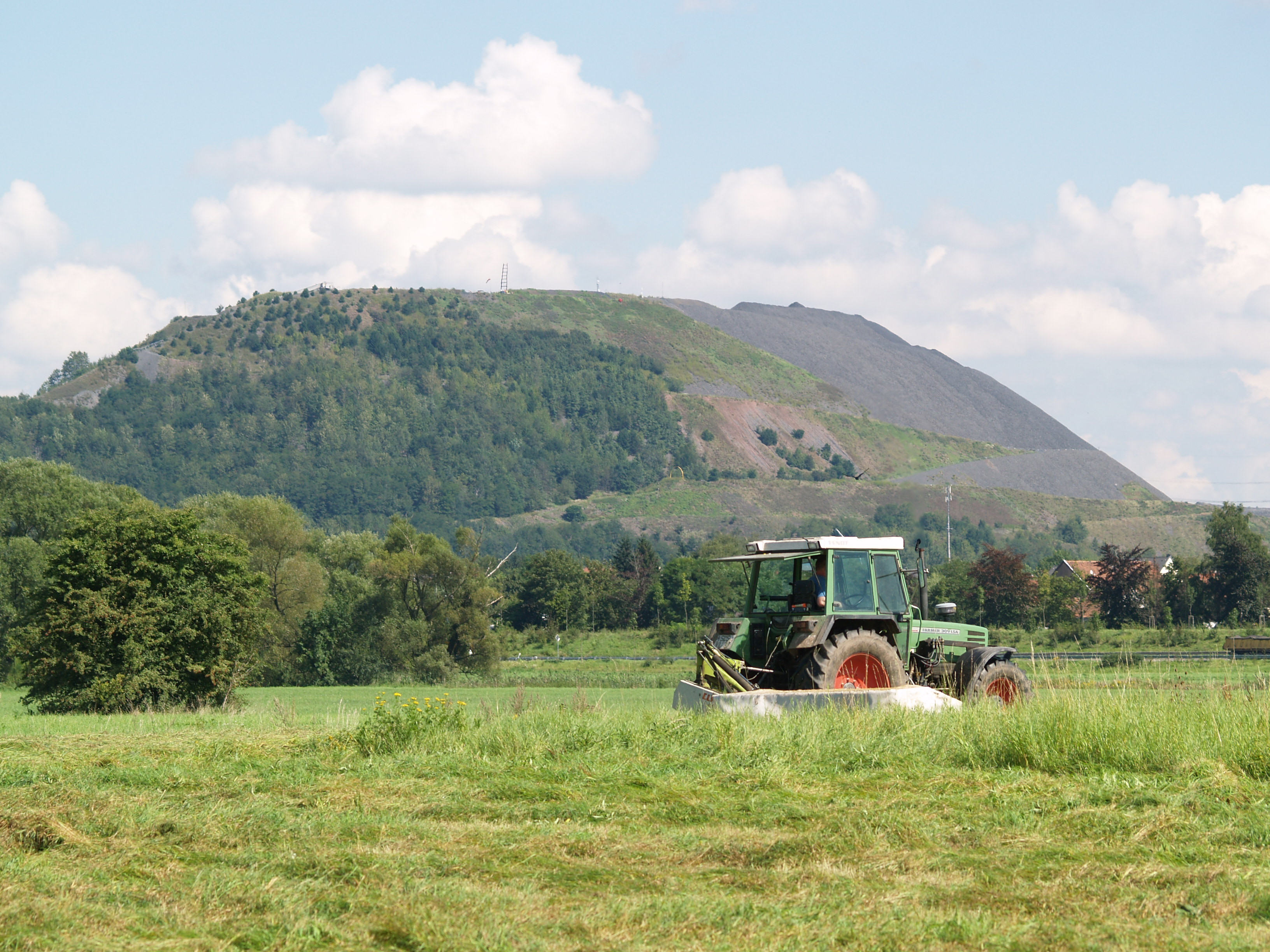